# Читая, Георгий Спиридонович
 Георгий Спиридонович Читая (груз. გიორგი სპირიდონის ძე ჩიტაია; 23 ноября [5 декабря] 1890, Поти, Кавказская администрация — 24 августа 1986, Тбилиси) — учёный-этнограф и историк, основатель Тбилисского этнографического музея под открытым небом. Исследовал этногенез, материальную и духовную культуру грузин и других народов Кавказа. Изучал земледельческие системы и орудия, а также крестьянскую архитектуру Закавказья. Занимался общими проблемами этнографии, разрабатывал общую методику этнографических исследований.

## Биография
В 1907 году окончил городское училище, после чего продолжил обучение в мужской гимназии города Тбилиси. В 1911 году был зачислен на армяно-грузинское отделение восточного факультета Петербургского университета.
В 1913 году поступил в университет Кенигсберга. Посещал лекции знаменитого немецкого востоковеда Карла Броккельмана. Изучал основы этнологии под руководством приват-доцента Петербургского университета Ивана Александровича Джавахишвили. После окончания университета в 1916 году начал преподавать в гимназии города Поти, там же вошел в Социал-демократическую партию Грузии.
В 1918—1921 годах являлся председателем городского совета Поти. После советизации Грузии прекратил политическую деятельность и занялся научной работой.
Будучи главой городского совета Поти, создавал бюрократические препоны осуществлению политических репрессий против большевиков, в том числе сохранил жизнь будущего руководителя «тройки» (комиссии внесудебных приговоров) г. Ахалцихе г-на Габуния. Последний, рассматривая дело арестованного по обвинению в антисоветской деятельности Г. Читая, узнал своего спасителя и отложил исполнение приговора. На следующий день было получено распоряжение Серго Орджоникизде о прекращении расстрелов.
В 1920-х годах Г. Читая приступил к организации серии этнографических экспедиций с целью исследования, научной идентификации и документирования объектов архитектуры всех грузинских регионов. Благодаря его усилиям в 1966 году в Тбилиси открылся уникальный этнографический музей под открытым небом, собравший в последующие годы более 70 домохозяйств XVII—XX веков — мебель, инструменты, домашняя утварь и сами дома, привезённые из всех частей страны, от Сванети до Картли.
Похоронен в Дидубийском пантеоне.
К 120-летию со дня рождения Г. Читая приурочено начало издания научно-популярной серии «Традиционная культура грузинского народа». При поддержке учеников учёного — скульптора Зураба Церетели и руководителя этнографического музея профессора Тамилы Цагареишвили — было издано собрание научных работ Г. Читая в пяти томах.

## Основные публикации
- Труды в пяти томах. Т. I. Хозяйственный быт и материальная культура Грузинского народа / Ред.-сост. Т. Цагареишвили. Тб.: Мецниереба, 1997;
- Труды в пяти томах. Т. II. Этногенез и культурно-исторические проблемы грузинского народа / Сост.-ред. Т. Цагареишвили. Тб.: Мецниереба, 2000;
- Труды в пяти томах. Т. III. Грузинская этнография XX века. Полевые изыскания. Методология / Том к изд. подготовлен З. Церетели и Т. Цагарешвили. Ред. Р. Метревели. Ред-сост. Т. Цагареишвили. Тб.: Мецниереба, 2001;
- Труды в пяти томах. Т. IV. Университетские лекционные курсы по этнографии. «Светеби» / Том к изд. Подготовлен З. Церетели и Т. Цагарешвили. Ред. Р. Метревели. Ред.-сост. Т. Цагареишвили. Тб.: Мецниереба, 2001;
- Труды в пяти томах. Т. V. Историко-этнографические очерки, статьи, рецензии / Том к изд. подготовлен З. Церетели и Т. Цагарешвили. Ред. Р. Метревели. Ред-сост. Т. Цагареишвили. Тб.: Мецниереба, 2001[2].

## Награды
- орден Трудового Красного Знамени (27.01.1971)
- орден Дружбы народов (1980)